# سوقووشان (داش‌کسن)
سوقووشان (به لاتین: Suqovşan، تا ۲۹ دسامبر ۱۹۹۲ گدامیش Gədəmiş) منطقه‌ای مسکونی در جمهوری آذربایجان است که در شهرستان داش‌کسن واقع شده است. سوقووشان ۱۰۵ نفر جمعیت دارد.